# Pier Vittorio Tondelli
Pier Vittorio Tondelli (Correggio, provincia de Reggio Emilia, 14 de septiembre de 1955 - Reggio Emilia, 16 de diciembre de 1991) fue un escritor y periodista italiano. Tondelli es uno de los escritores más conocidos y polémicos de la nueva generación narrativa italiana de los años 80. Su tratamiento explícito de la homosexualidad en sus obras literarias que, frecuentemente, tenían una evidente raíz autobiográfica, le acarreó varios problemas con la Justicia, sobre todo, en su primera etapa.

## Infancia y juventud
Desde niño sintió gran interés por la lectura y frecuentó la biblioteca local. Estudió en el liceo de Correggio y fue un activo militante de movimientos católicos. Sus primeras colaboraciones escritas fueron en publicaciones locales. De estos años es la primera obra que le dio cierta fama: una versión teatral de El principito de Saint-Exupery, que se representó en Correggio.
Tras terminar la educación secundaria, en 1974 inició sus estudios universitarios en el casi recién creado curso DAMS (Disciplinas de las Artes, la Música y del Espectáculo) de la Universidad de Bolonia, donde daban clase personalidades como Umberto Eco. Al mismo tiempo, Tondelli participó activamente en variadas actividades culturales, como emisiones radiofónicas o cooperativas teatrales. En 1976, entró en el comité de gestión del Teatro de Correggio. Comenzó a leer Lotta continua (Lucha continua), periódico del movimiento político homónimo, de posiciones ideológicas de extrema izquierda.

## Años 80

### Otros libertinos(1980)
En 1980 publicó en la editorial Feltrinelli su primer libro, Otros libertinos. Tondelli calificaba su obra como una novela por episodios, aunque cada uno de ellos tiene la suficiente autonomía como para poder ser considerados verdaderos cuentos. Su éxito de ventas fue espectacular, aunque la crítica no lo recibió de manera muy entusiasta y consideró que se trataba de un libro pasajero, producto de la moda. El libro contenía una lengua literaria compleja, que bailaba entre la cultura "alta", el argot de los toxicómanos y de la prostitución y además contaba con varias descripciones pornográficas bastante detalladas. Apenas veinte días después de publicarse, cuando ya se habían puesto a la venta tres ediciones, toda la tirada fue retirada de las librerías por orden de un juez de L'Aquila, que inició un proceso contra Tondelli por obscenidad y ultraje a la moral pública.

### El diario del soldado Acci(1981) yPao, Pao(1982)
En febrero de 1981, mientras cumplía el servicio militar, publicó en los periódicos Il Resto del Carlino (de Bolonia) y La Nazione (de Florencia) El diario del soldado Acci, en el que cuenta de manera novelada su vida militar. Tras licenciarse del ejército, Tondelli regresó a Bolonia y comenzó a colaborar  con la revista Linus. En este tiempo inició su profunda amistad con Francois Wahl, quien se convertirá en un punto de referencia importantísimo en toda su producción literaria. En junio de 1982 publicó una nueva novela, Pao Pao (Feltrinelli), en la que reelabora sus recuerdos militares publicados en los periódicos con el título de El diario del soldado Acci. También estuvo trabajando en el guion Dinner Party, cuya primera versión data de 1984.

### Rímini(1985)
En 1985 publicó su novela Rímini (Bompiani), que tuvo muy buenas ventas pero fue acogida con frialdad por la crítica. Tondelli estuvo sopesando hacer una versión cinematográfica de este libro, pero finalmente el proyecto no llegó a nada y rechazó la oferta económica que le hicieron los hermanos Carlo y Enrico Vanzina.
Por estas fechas, Tondelli ideó el Progetto Under 25 (Proyecto menores de 25) con el propósito de dar una oportunidad de publicación a jóvenes escritores. Contó con el apoyo de la revista Linus y gracias a esta iniciativa dio a conocer a nuevos autores como Gabriele Romagnoli, Giuseppe Culicchia o Silvia Ballestra. Con el mismo espíritu, posteriormente trabajó en el proyecto Mouse to mouse de la editorial Mondadori, donde se buscaba publicar narraciones que explicaran los cambios de la sociedad y la escritura.
Comenzó a viajar con frecuencia al extranjero, especialmente a París, Ámsterdam y Berlín.

### Biglietti agli amici(1986)
En 1986, publicó Biglietti agli amici en una editorial pequeña boloñesa, Baskerville. Fue una edición casi secreta que no llegó, por voluntad del propio autor, al conocimiento del gran público y que pasó casi inadvertida.

### Habitaciones separadas(1989)
Su novela Habitaciones separadas  (Bompiani, 1989) representa la etapa de madurez. Tiene también una base autobiográfica y se considera que el personaje de Leo (un escritor homosexual de éxito que pierde a su novio, Thomas, un joven músico alemán) es un trasunto del propio Tondelli. Esta grande obra representa el intento fracasado de normalización existencial de su identidad. Es una pieza nostálgica, escrita por un joven de treinta años que ya no se siente tan joven y que necesita mirar hacia atrás, quizás de una manera diferente.

### Un weekend postmoderno. Cronache dagli anni ottanta(1990)
En 1990 apareció el primer tomo de su antología de textos periodísticos y ensayísticos, titulada Un weekend postmoderno y realizada en colaboración con Fulvio Panzeri. Centrado en la década de 1980, Tondelli examina las distintas modas artísticas, musicales y literarias de esos años. Fue un libro fundamental para los lectores del momento, que descubrieron, gracias a la reivindicación de Tondelli, a autores marginales u olvidados como Carlo Cóccioli (emigrado en México a causa de su homosexualidad).

## Muerte
A finales del verano de 1991, Tondelli ingresa en el Hospital de Reggio Emilia, diagnosticado de sida, enfermedad que decide mantener oculta. Murió solo cuatro meses más tarde, en diciembre, a los 36 años. Está enterrado en el cementerio de Canolo, una pequeña pedanía de Correggio.